# Sally Oldfield
Sally Patricia Oldfield (Dublino, 8 marzo 1947) è una musicista e cantante britannica, sorella di Mike Oldfield e di Terry Oldfield.

## Biografia
Verso la fine degli anni sessanta registra, insieme al fratello Mike (il duo si intitola "Sallyangie"), un raro LP di musiche originali di stampo folk, Children of the Sun, edito dalla Transatlantic.
Oltre ad alcuni singoli tratti dall'album, prosegue la sua attività di musicista collaborando nei primi lavori del blasonato fratello Mike (in particolare Tubular Bells, Hergest Ridge, Ommadawn, Incantations, Tr3s Lunas e Tubular Bells 2003). Nel 1978 Sally pubblica Water Bearer, album di gradevole impianto folk che contiene, tra l'altro, l'hit Mirrors.
In Italia ha partecipato al Festival di Sanremo 1980 con I Sing for You.

## Discografia
Solo
- 1978 - Water Bearer
- 1979 - Easy
- 1980 - Celebration
- 1981 - Playing in the Flame
- 1982 - In Concert
- 1983 - Strange Day in Berlin
- 1987 - Femme
- 1988 - Instincts
- 1990 - Natasha
- 1992 - The Flame (come "Natasha Oldfield")
- 1994 - Three Rings
- 1996 - Secret Songs
- 2001 - Flaming Star
- 2009 - Cantadora
- 2012 - Arrows of Desire
- 2018 - The Enchanted Way

Con Steve Hackett
- 1975 - Voyage of the Acolyte

Con Mike Oldfield
- 1973 - Tubular Bells
- 1974 - Hergest Ridge
- 1975 - Ommadawn
- 1978 - Incantations
- 2002 - Tres Lunas
- 2003 - Tubular Bells 2003